# Ванеса Мартін
Ванеса Мартін (14 листопада 1980, Арчидона, Іспанія) — іспанська співачка та автор пісень.
Вона поділилася сценою з такими артистами, як Малу, Алехандро Санс, Мануель Карраско, Melendi, Sin Bandera, Пабло Альборан, Аксель, Серхіо Дальма, Давід Демаріа, Ченоа, Франко де Віта та Діана Наварро. Також Ванеса Мартін написала пісні для співаків, як Пастора Солер, Мануель Ломбо, Франко де Віта, Марія Толедо та інших.
За свою кар'єру вона продала близько 500 000 копій.

## Біографія
Вона почала цікавитися музикою у віці шести років, коли отримала гітару від свого батька. Виступала в церковних хорах, грала «Палос фламенко». Ще підлітком вона писала свої власні пісні, і в віці 15 років вона почала співати в барах в своєму рідному місті, а також виступати на місцевому телебаченні і радіо  [Архівовано 18 лютого 2019 у Wayback Machine.].
У 2003 році вона закінчила факультет «Викладання і педагогіка» в університеті Малаги, а потім переїхала в Мадрид. Вона вирішила професійно займатися музикою. Початок був нелегким. Вона пішла з бару в бар, і, нарешті, вона пішла в «El Taburete», де вона почала свої сольні виступи. Потім вона була в музичному клубі «Búho Real». Там вона дебютувала в альбомі El Búho Real, який був збірником пісень початківців іспанських співаків.
Її перший студійний альбом під назвою Agua з'явився в 2006 році завдяки співпраці з лейблом EMI. Рік по тому він був перевиданий з піснею «Durmiendo sola» в дуеті з Девідом Демар. У 2009 році вона зайнялася лейблом WMG, в результаті чого було створено другий альбом Trampas і перший концертний тур по Іспанії. Водночас віона підтримувала Алехандро Фернандеса. Вона написала тексти для таких художників, як: Пастора Солер, Марія Толедо і Алехандро Санс.
У 2012 році вона випустила свій третій альбом Cuestión de piel (у співпраці з Malú, Pablo Alboránem і La Mari), а в 2014 році — четвертий альбом під назвою Crónica de un baile, за який вона виграла «золотий рекорд» і платину. Вона досягла ще одного «золотого» з альбомом Directo в 2015 році. «Platinum Record», як виявилося, був випущений в 2016 році.
У 2009 році, 2014 року, 2016, 2018 і 2019 роках вона виграла радіостанцію Cadena Dial. У 2017 році вона стала «Артисткою року» на музичній премії LOS40. Її пісні неодноразово грали на вершині хіт-парадів в країні (наприклад, Promusicae) і в іспаномовних країнах.
У 2016 році вона опублікувала збірник віршів Мухера Осеан, а в 2017 році — Diario Munay — книгу, в якій містяться тексти, фотографії та коментарі автора .
Підбиваючи підсумки своєї роботи, вона сказала: «Я б не відмовилася від музики навіть заради любові. Я не можу жити без музики, і мені потрібно жити, щоб можна було закохатися.»

## Композиції
- Малу: "Я не міг стримати тебе ", " Напередодні «

- Пастора Солер: „Зупини світ“

- Пастора Солер: „Ти покидаєш мене“

- Марія Толедо: „Більше немає“

- Марія Толедо: „чорним по білому“

- Siempre Así: „не бути з тобою“

- Siempre Así: „твоя реальність“

- Мануель Ломб: „Як я можу сказати немає, навіть якщо тебе там немає?“

- Індія Мартінес: „90 хвилин“

- Малу: „напередодні (Ванеса Мартін і Малу)“

- Пастора Солер: „Давай (Ванеса Мартін, Малу і Пастора Солер)“

- Антоніо Кортес: „Страх“

- Auryn: „Мені це подобається“

- Зірка: „Дрифт“

- Аврора Гірадо: „Сподіваюся, ми прокинемося від дощу“

- Музичний Ай, Кармела: мПоки ви спите, і я кидаю цілує хлопчика на перехрестях»

- Антоніо Хосе: «Якщо ми приїхали вчасно» і «Ніч»

- Рей моралі: «Що трапилося?»

- Серхіо Далма: «Мердеас»

- Рафаель: «Кожного вересня»

## Дискографія
- 2006: Agua
- 2009: Trampas
- 2012: Cuestión de piel
- 2014: Crónica de un baile
- 2015: Por determinar
- 2016: Мунай
- 2018: всі жінки, які живуть в мені  [Архівовано 19 лютого 2019 у Wayback Machine.]

## Нагороди
2019 — Премія «Cadena Dia».